# Algerri
Algerri ist eine katalanische Gemeinde (municipio) mit 424 Einwohnern (Stand: 2024) in der Provinz Lleida im Nordosten Spaniens. Sie liegt in der Comarca Noguera. Die Gemeinde besteht neben dem Hauptort Algerri aus der Wüstung La Figuera. 

## Geographische Lage
Algerri liegt etwa 23 Kilometer nördlich von Lleida in einer Höhe von ca. 345 m. Der Noguera Ribagorzana begrenzt die Gemeinde im Westen.

## Bevölkerungsentwicklung
| Jahr      | 1970 | 1981 | 1991 | 2001 | 2011 | 2021 |
| Einwohner | 666  | 639  | 554  | 508  | 450  | 423  |

## Sehenswürdigkeiten
- Burganlage von Algerri
- Burganlage von La Figuera
- Kirchruine von La Figuera
- Marienkirche in Algerri
- Blasiuskapelle

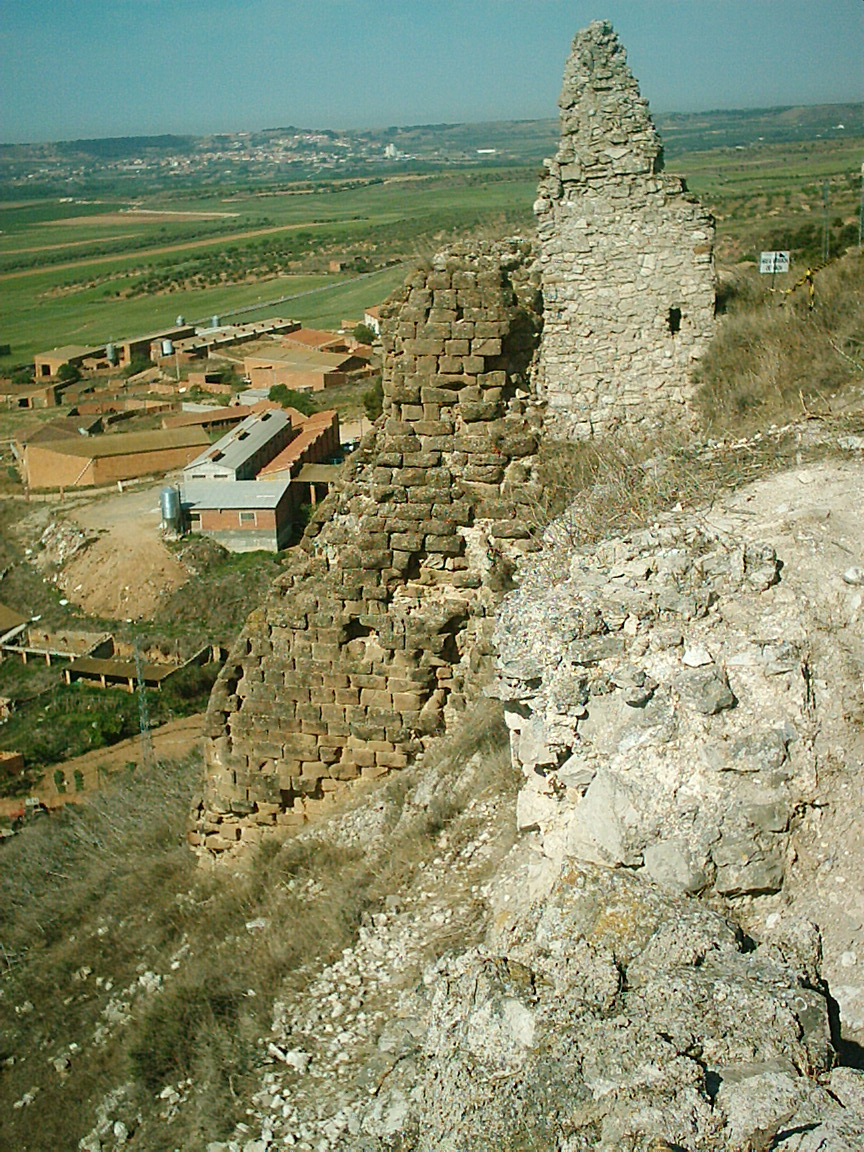
Burgruine von Algerri
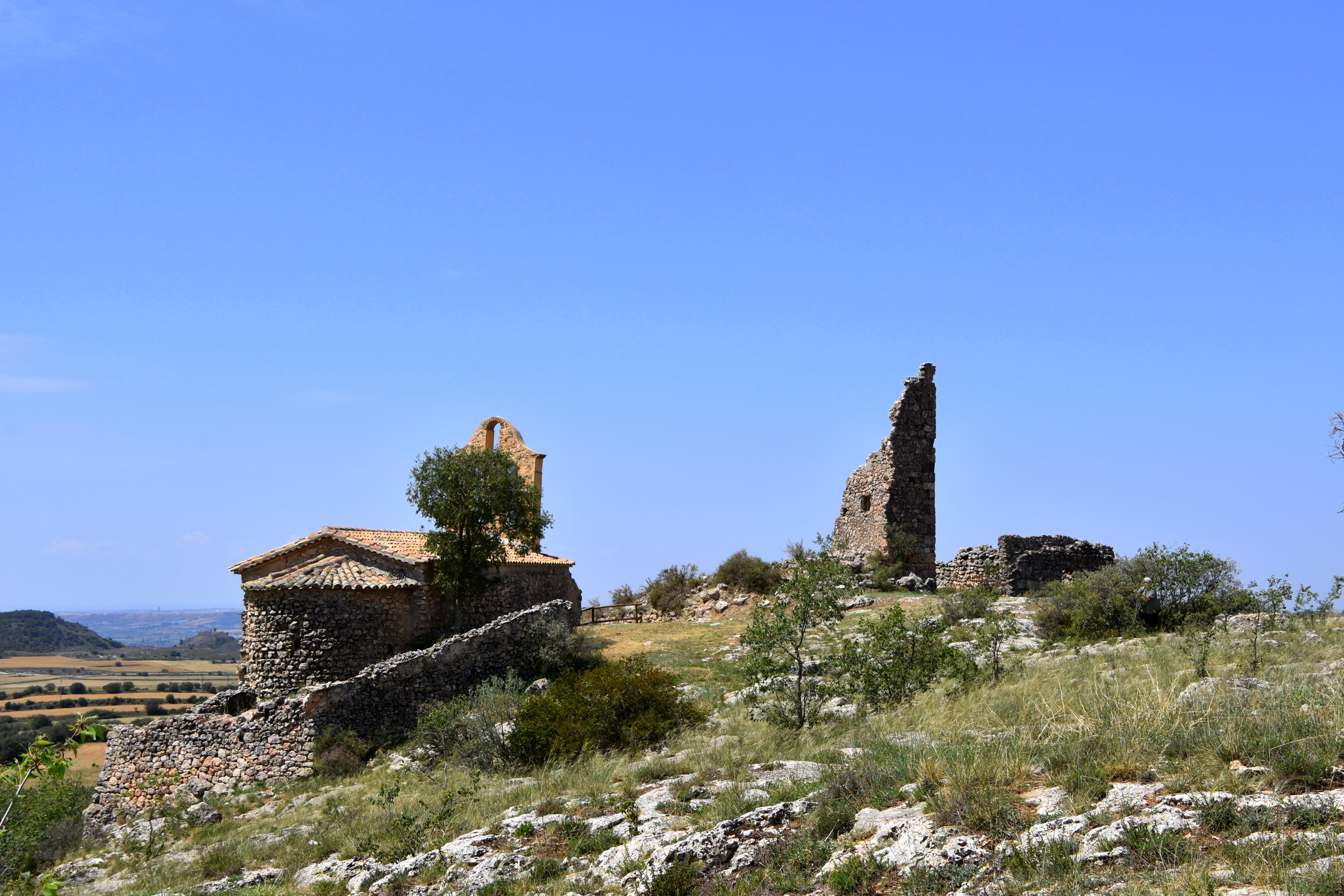
Burgruine von La Figuera
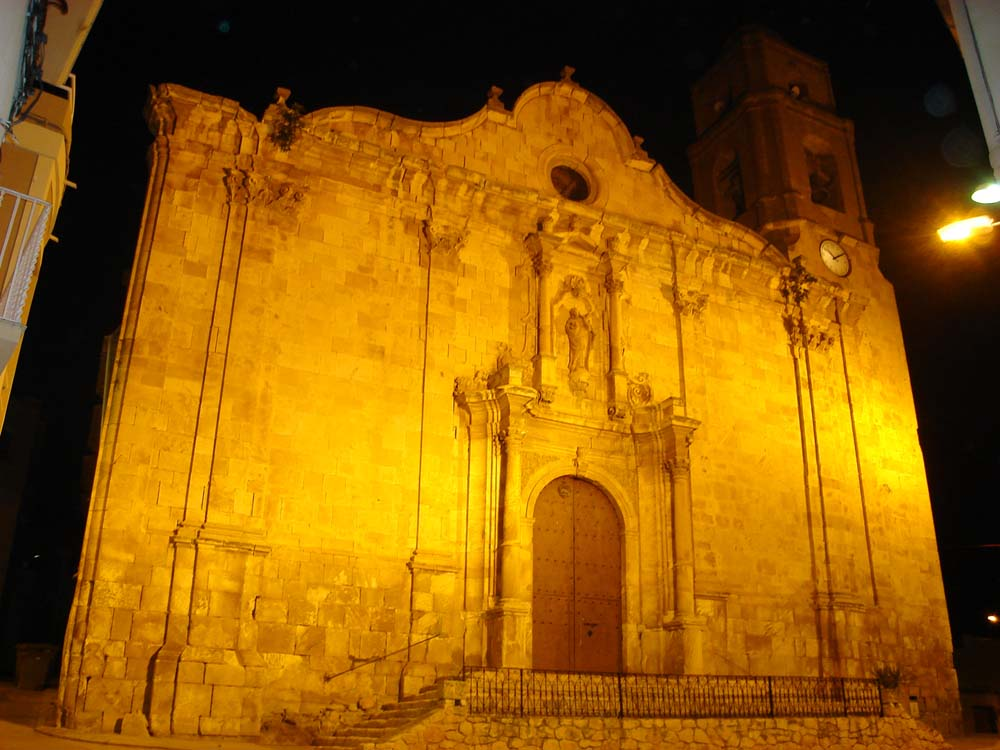
Marienkirche
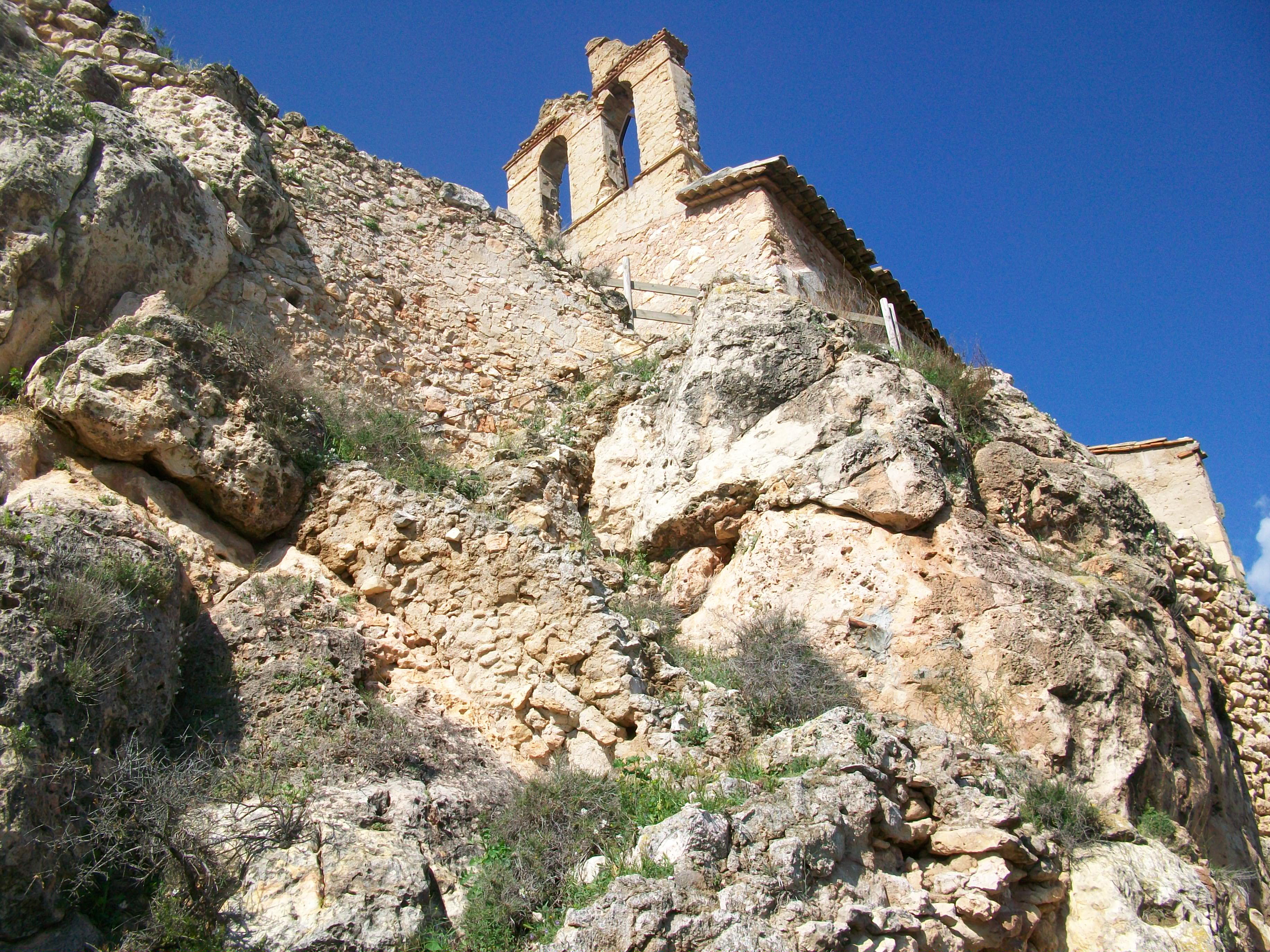
Kirchruine von La Figuera
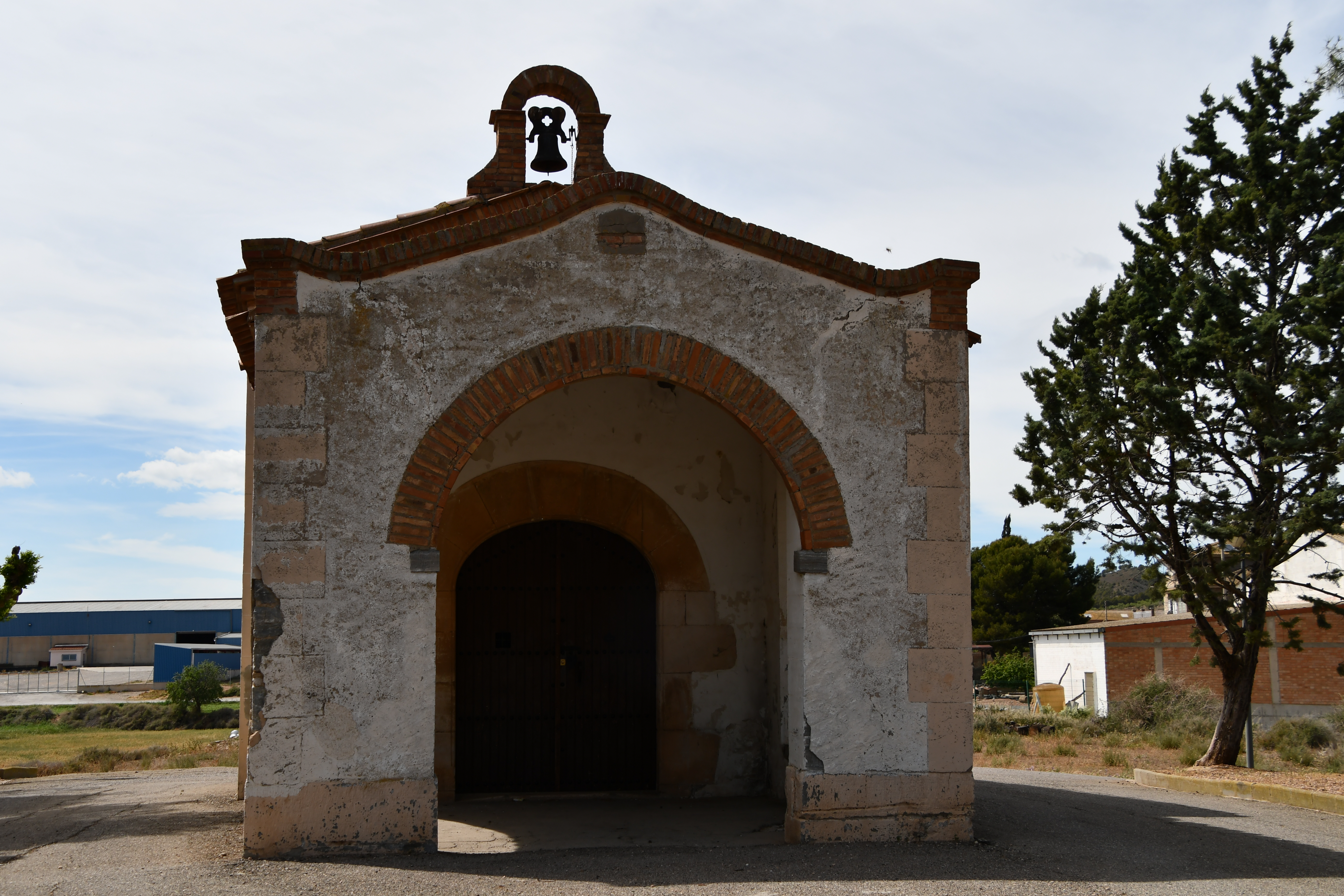
Blasiuskapelle

## Persönlichkeiten
- Pau Sabater (1884–1919), Gewerkschafter und Anarchist